# Revlon
Revlon, Inc. (NYSE: REV) es una multinacional estadounidense perteneciente al sector de la cosmética, la perfumería y los productos del cuidado de la piel y del pelo y cuidado personal. Tiene su sede principal en la ciudad de Nueva York, donde la empresa se fundó el 1 de marzo de 1932, también es una de las empresas que cotiza en la Bolsa de Nueva York. Revlon vende sus productos en 150 países y cuenta con un gran número de sedes distribuidas en ciudades de todo el mundo, como: Ciudad de México, Londres, París, Hong Kong, Sídney, Singapur y Tokio.

## Historia
Fundación y liderazgo de Charles Revson (1932-1975)
Revlon fue fundada en la ciudad de Nueva York el 1 de marzo de 1932, en plena Gran Depresión, por dos hermanos judíos de origen estadounidense, Charles Revson y Joseph Revson, junto con el químico Charles Lachman, quien aportó la «L» al nombre «Revlon». Uniendo sus recursos, empezaron el negocio con un solo producto, un tipo de esmalte de uñas nuevo que crearon mediante un proceso de fabricación único. Utilizando pigmentos en lugar de tintes, Revlon sacó al mercado diferentes tonos de esmalte de uñas y en 1937 empezaron a venderse en grandes almacenes y farmacias. En tan solo seis años, Revlon se convirtió en una empresa multimillonaria. En 1940 ya ofrecía una línea completa de manicura, posteriormente se añadieron barras de labios a la colección. Durante la Segunda Guerra Mundial, Revlon creó maquillaje y otros productos relacionados para el Ejército de los Estados Unidos, es por ello que en 1944 recibió el Premio «E» a la Excelencia del Ejército y la Marina.
Al final de la Segunda Guerra Mundial, Revlon era el segundo productor de cosméticos en Estados Unidos. Para ampliar sus perspectivas de negocio, la empresa adquirió Graef & Schmidt, un fabricante de cubertería incautado por el gobierno en 1943 debido a sus vínculos comerciales con Alemania. Esta adquisición permitió a Revlon producir sus propios instrumentos de manicura y pedicura, en lugar de comprarlos a proveedores externos. 
Bolsa
El 28 de febrero de 1996, Revlon empezó a cotizar en la Bolsa de Nueva York como sociedad anónima. El precio de la oferta pública inicial fue de 24 dólares por acción. 
Divisiones
En los años 60, Revson segmentó Revlon Inc. en diferentes divisiones, cada una de ellas centrada en un mercado diferente, una estrategia inspirada en la organización interna de General Motors. Cada división tenía su propio cliente objetivo.
·       Revlon, la marca más grande y con precios más populares
·       Elizabeth Arden, Inc., cosméticos para el cuidado de la piel y perfumes
·       Ultima II, productos premium
·       Britney Spears™ Fragrances, perfumes 
Adquisiciones
En 1957, Revlon adquirió Knomark, una empresa productora de betún, y empezó a vender la línea de betún Esquire Shoe Polish en 1969. También hubo otras adquisiciones, como la del fabricante de limpiadores de inodoros Ty-D-Bol, así como la compra de una participación del 27% en la empresa de maquinillas eléctricas Schick; pero no tuvieron mucho recorrido. En 1962 Revlon también adquirió el fabricante de ropa deportiva femenina Evan Picone, por el cual pagó 12 millones de dólares, pero cuatro años más tarde se acabó revendiendo a uno de los socios originales por un millón de dólares. A pesar de eso, la adquisición de U.S. Vitamin & Pharmaceutical Corporation en 1967 convirtió a Revlon en líder en medicamentos para la diabetes.
A finales de los años 50, Revlon comenzó a comercializar sus productos en el extranjero. En 1962, cuando Revlon llegó a Japón, ya tenían filiales en: Francia, Italia, Argentina, México y otros países asiáticos. La entrada de Revlon en el mercado japonés se llevó a cabo siguiendo la misma estrategia de ventas internacionales utilizada en el resto de países. En lugar de adaptar sus anuncios y utilizar modelos japonesas, Revlon optó por utilizar la misma publicidad estándar y las mismas modelos que utilizaba en Estados Unidos. A las mujeres japonesas les fascinó el look estadounidense y las ventas de 1962 ascendieron a casi 164 millones de dólares.
En 1968, Revlon lanzó Eterna27, la primera crema cosmética con un precursor de estrógenos llamado Progenitin (acetato de pregnenolona) y también presentó la primera fragancia de un diseñador de moda estadounidense, Norman Norell. Más tarde, Revlon puso a la venta los perfumes para hombres Braggi y Pub y una línea de productos para el mantenimiento de pelucas llamada Wig Wonder.
En 1970, Revlon adquirió la línea de desodorantes Mitchum. En 1971 se lanzó el champú y acondicionador Flex.
En 1973, Revlon presentó el perfume Charlie, dirigido a jóvenes de menos de 30 años. Para promocionar el perfume, la modelo Charlie Shelley Hack, vestida de Ralph Lauren, personificó a la mujer independiente de los años 70. Este fue el primer anuncio de perfume en el que aparecía una mujer con pantalones. Charlie elevó las cifras de ventas netas de Revlon a 506 millones de dólares en 1973 y a casi 606 millones el año siguiente. Shelley Hack apareció como invitada en El show de Oprah Winfrey en 2007 para hablar del poder que tuvieron los anuncios de Charlie. El siguiente perfume, Jontue, se convirtió en el número dos en ventas.
Revlon también es propietaria de la conocida marca de perfumes Jean Nate. 
Modelos
En 1973, la modelo Lauren Hutton firmó un contrato exclusivo en el que aceptaba posar para la línea Ultima de Revlon por 400 000 dólares durante dos años. Gracias a este innovador contrato, apareció en la portada de Newsweek. Además, el conocido fotógrafo Richard Avedon, una de las figuras más importantes en el mundo de la cosmética, fue contratado como fotógrafo exclusivo de la marca.
Liderazgo de Michel Bergerac (1975-1985)
Charles Revson murió en 1975. Michel Bergerac, a quien Revson había contratado como presidente de la empresa, siguió ampliando las adquisiciones de Revlon. Revlon compró Coburn Optical Industries, un fabricante de equipos y suministros de procesamiento oftálmico y óptico con sede en Oklahoma. En 1976 adquirió Barnes-Hind, el mayor comercializador estadounidense de soluciones para lentes de contacto duras, lo que reforzó la cuota de Revlon en el mercado de los cuidados oculares. En 1977 Revlon compró Armour Pharmaceutical Company, una división de Armour & Company, que era propiedad de The Greyhound Corporation. Otra adquisición fue la de Lewis-Howe Company en 1978, fabricante del antiácido TUMS®. Estas adquisiciones de empresas del sector sanitario contribuyeron a que las cifras de ventas superaran los 1000 millones de dólares en 1977 y alcanzaran un total de 1700 millones de dólares en 1979.
A mediados de los años 80, Revlon sufrió pérdidas por el medicamento contra la hemofilia Factorate, de Armour y Estée Lauder, que infectó a muchas personas en todo el mundo con el VIH. En esa época, Estée Lauder invirtió millones de dólares en numerosos anuncios para revistas en los que aparecía la supermodelo checa Paulina Porizkova, fotografiada por el conocido fotógrafo de moda de Chicago Victor Skrebneski. La cuota de venta de cosméticos en grandes almacenes de Revlon bajó del 20% al 10%. Las ventas en farmacias también disminuyeron, ya que Revlon perdió terreno frente a la marca CoverGirl de Noxell. Revlon lo compensó con más adquisiciones: Max Factor, Ellen Betrix, Charles of the Ritz, Germaine Monteil, Almay, Fermodyl, Lancaster, Aziza y Halston. En 1977, la adquisición del distribuidor español de suministros de belleza profesional Carlos Colomer, y la subsiguiente incorporación de las marcas Fermodyl y Roux, ayudó a Revlon a introducirse en el mercado de los productos de belleza y cuidado para tonos de piel más oscuros, por ejemplo con las marcas Creme of Nature, Realistic, Lovely Color y Milk and Honey. En 1983, se produjo un intento de oferta pública de adquisición hostil de Gillette, pero no tuvo éxito. En 1989, Revlon se convirtió en una de las primeras empresas en sustituir las pruebas con animales por métodos alternativos para asegurar los estándares de seguridad.
Mostrador de Revlon en los grandes almacenes Farmers, en Nueva Zelanda. 
Liderazgo de Ronald Perelman (1985-actualidad)
El 5 de noviembre de 1985, a un precio de 58 dólares por acción y por un total de 2700 millones de dólares, Revlon fue vendida a Pantry Pride (que posteriormente pasó a llamarse Revlon Group, Inc.), una filial de MacAndrews & Forbes, propiedad de Ronald Perelman. La adquisición, planeada con la ayuda del rey de los bonos basura Michael P. Milken, cargó a Revlon con una enorme deuda de 2900 millones de dólares, que se convirtió en un lastre para la empresa durante años. Pantry Pride Inc. ofreció comprar una parte o la totalidad de los 38,2 millones de acciones en circulación de Revlon por 47,5 dólares la acción, cuando su precio de venta al público era de 45 dólares la acción. Revlon lo rechazó en un principio, pero se elevó repetidamente la oferta hasta alcanzar los 53 dólares por acción, en tensión constante con la dirección de Revlon durante todo el proceso de negociación. Luego, Forstmann Little & Company apareció y ofreció 56 dólares por acción y tras una breve guerra de ofertas públicas Perelman acabó ganando con una oferta de 58 dólares por acción. Perelman pagó 1800 millones de dólares a los accionistas de Revlon, pero también pagó 900 millones de dólares por otros costes asociados a la compra. Perelman presentó una demanda ante el Tribunal de Equidad de Delaware para obligar a Revlon a aceptar su oferta y la sentencia de apelación (Revlon vs. MacAndrews & Forbes Holdings) fue un caso histórico para determinar las obligaciones de los directores de sociedades anónimas en Bolsa en situaciones de oferta pública de adquisición hostil bajo la ley de Delaware.
Perelman hizo que Revlon vendiera cuatro divisiones: dos de ellas por 1000 millones de dólares; la división de cuidados oculares por 574 millones de dólares; y por último la división de National Health Laboratories, que se convirtió en una empresa pública en 1988. Se compraron otras líneas de maquillaje para Revlon: Max Factor en 1987 y Betrix en 1989, que posteriormente se vendió a Procter & Gamble en 1991. Y en 1991, Revlon vendió la marca Clean & Clear a Johnson & Johnson.
En marzo de 2011, Revlon adquirió Mirage Cosmetics, fabricante de los productos para uñas Sinful Colors.
En 2011, PETA retiró a Revlon y otras marcas conocidas de cosméticos de su lista de empresas que no prueban sus productos en animales, después de que saliera a la luz que pagaban a laboratorios chinos para que probaran sus cosméticos en conejos y otros animales.[cita requerida]
En agosto de 2013, Revlon Consumer Products Corp. compró el Grupo Colomer a CVC Capital Partners, una empresa de capital privado, por 660 millones de dólares.
Tras sufrir pérdidas en 2011 y 2012, a finales de 2013 Revlon anunció su salida del mercado chino, en el que empleaba a 1100 personas. La actividad comercial en China representaba solo el 2 % de las ventas netas de las operaciones internacionales de Revlon.
El 1 de noviembre de 2013, Revlon nombró a Lorenzo Delpani como presidente y director general.
En marzo de 2014, Revlon anunció un cambio de sede y se trasladó del barrio de Midtown a las dos últimas plantas del edificio 1 New York Plaza.
El 22 de septiembre de 2014, la junta directiva de Revlon eligió a Roberto Simon como vicepresidente ejecutivo y director financiero, con efecto a partir del 30 de septiembre.
El 30 de abril de 2015, Revlon completó la adquisición de la empresa británica de gestión de perfumes CBBeauty, incluyendo su distribuidor en el Reino Unido SAS & Company.
El 16 de junio de 2016, Revlon anunció la compra de su competidora Elizabeth Arden, Inc. por 870 millones de dólares. La adquisición se completó el 7 de septiembre de 2016.
Revlon anunció el 29 de enero de 2017 que el director general Fabian Garcia dejaría la empresa a finales de febrero. Paul Meister, miembro de la junta directiva, fue nombrado vicepresidente ejecutivo de la junta y empezó a dirigir las operaciones diarias. Un informe trimestral de finales de 2017 estimaba que las pérdidas trimestrales suponían aproximadamente entre 60 y 80 millones de dólares.
En mayo de 2018, la empresa anunció el nombramiento de Debra Perelman, la hija de Ronald Perelman, para el cargo de directora general. Se convertía así en la primera mujer en el cargo de dirección general, después de haber sido directora de operaciones desde enero de 2018 y de haber formado parte de la junta directiva desde 2015.
En enero de 2019, Seeking Alpha publicó un artículo sobre anomalías en las operaciones comerciales de las acciones de Revlon (REV), lo cual se está investigando.
En agosto de 2020, el banco estadounidense Citi transfirió erróneamente 900 millones de dólares a los acreedores de Revlon. Esta transferencia provocó un largo litigio legal. En octubre del mismo año, el banco fue multado con 400 millones de dólares por los reguladores bancarios de Estados Unidos como consecuencia del riesgo que supuso el error para los sistemas de control y se le ordenó actualizar su tecnología.
El 28 de septiembre de 2021, la Comisión de Investigación sobre Sangre Infectada del Reino Unido escuchará a testimonios del caso del uso de productos de Armour para el tratamiento de la hemofilia durante los años 70 y 80, que causaron infecciones de hepatitis C y VIH, lo cual se produjo durante el periodo en el que Armour estaba bajo el control de Revlon Healthcare.

## Publicidad y modelos

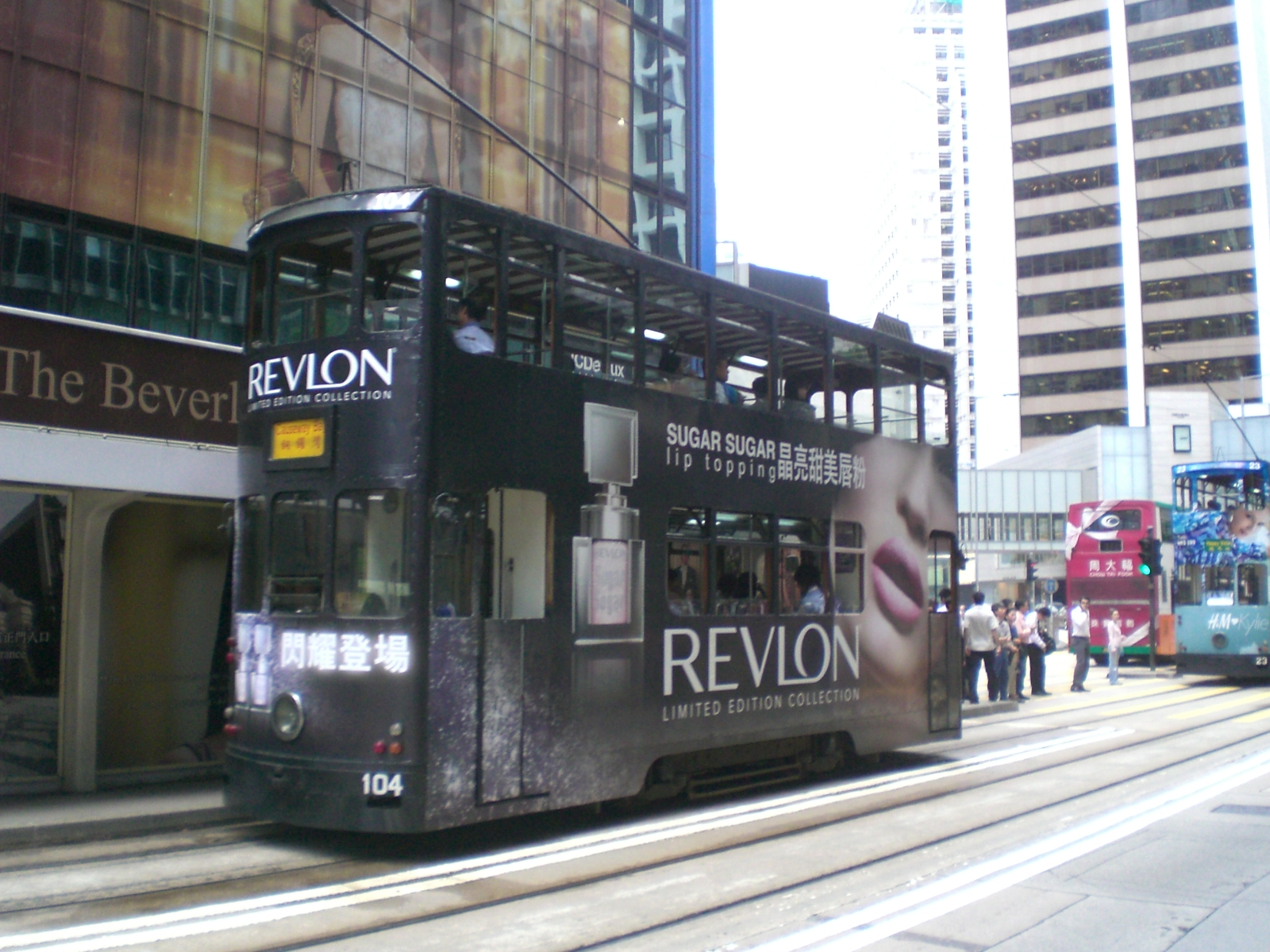
Tranvía con publicidad de Revlon en Hong Kong, junio de 2007

Hasta los años 40, los anuncios de Revlon para las revistas se dibujaban a mano y generalmente estaban en blanco y negro. A partir de 1945, Revlon comenzó a publicar anuncios fotográficos a todo color en las principales revistas y tiendas de Estados Unidos. Revlon lanzó esmaltes de uñas y barras de labios a juego con nombres exóticos y únicos. Estos anuncios fueron realizados por los mejores fotógrafos de moda de la época, como Richard Avedon, Cecil Beaton o John Rawlings. Algunos de estos anuncios fueron para Paint the Town Pink y Fatal Apple en 1945 con Dorian Leigh. En 1947, Revlon lanzó Bachelor's Carnation; y en 1948, Sweet Talk.
En 1950, Revlon puso a la venta una barra de labios y un esmalte de uñas rojos llamados Where's the Fire?. Revlon volvió a utilizar la palabra «fire» (fuego) en sus anuncios de Fire and Ice. Una de las primeras supermodelos del mundo, Dorian Leigh, protagonizó algunos de los anuncios más memorables de Revlon. En 1946, Dorian apareció cubierta de flores moradas y envuelta en una tela de color lavanda para anunciar Ultra Violet. En 1947, Dorian posó para Fashion Plate. En 1953, con 36 años, lo hizo para Cherries in the Snow. Y ese mismo año apareció en el célebre anuncio de Fire and Ice, fotografiada por Richard Avedon. Originalmente, Dorian iba vestida con un vestido ajustado de abalorios plateados y una enorme capa roja. Su pelo negro tenía un remolino plateado y tenía las manos, con uñas rojas largas, colocadas delante de los pechos. Charles Revson rechazó el anuncio original de Avedon por considerarlo «demasiado sexual». Volvieron a fotografiar a Dorian, esta vez con una mano abierta delante de la cadera y la otra delante de la mejilla. El sensual anuncio tuvo un gran éxito publicitario ya que incluía un cuestionario con 15 preguntas atrevidas al lado. Casi 50 años después, en noviembre de 2010, Revlon recreó el anuncio de revista de Fire and Ice de 1953, esta vez con la actriz Jessica Biel. Con este anuncio, Revlon anunció que iba a lanzar una edición limitada de la barra de labios y el esmalte de uñas de Fire and Ice, dentro de un campaña a la que llamó Lips and Tips.
Dorian Leigh tenía una hermana, 15 años más joven y pelirroja, Suzy Parker, que también posó en numerosos anuncios de revista para Revlon en los años 50. Charles Revson, que durante un tiempo quería casarse con Dorian, sentía una gran aversión por Suzy y viceversa. En un momento dado, se negó a contratarla más porque Suzy se quejó de que Revlon le pagaba una miseria por su trabajo. Sin embargo, Richard Avedon a veces llamaba a Suzy en el último momento después de haber fotografiado a otras modelos para anuncios de Revlon, a veces a altas horas de la noche, para que hiciera nuevas tomas con él. Esto ocurrió con un anuncio para Stormy Pink, en el que Suzy posó a altas horas de la noche con un caballo blanco salvaje en la playa. Entonces Avedon decía a Revson que la modelo del anuncio no era Suzy, sino otra modelo llamada Bubbles u otro nombre inventado.
En 1970, Revlon se convirtió en la primera empresa estadounidense de cosméticos en mostrar en sus anuncios a una modelo afroamericana, la célebre Naomi Sims. A finales de los 70, Revlon también volvió a hacer historia cuando creó una línea de cosméticos específicamente para mujeres negras, llamada The Polished Ambers Collection y seleccionó a la supermodelo Iman para que apareciera en las campañas publicitarias. Revlon también se destacó por presentar modelos de un amplio rango de edad en los años 80, como Milla Jovovich, de 13 años y Audrey Hepburn, de 60 años. A pesar del éxito de las campañas de los años 80 y 90 con modelos de moda, en particular Cindy Crawford, Revlon decidió hacer un cambio y centrarse en las estrellas de cine, como: Kate Bosworth, Jaime King, Halle Berry, Susan Sarandon, Melanie Griffith, Julianne Moore, Eva Mendes, Jessica Alba, Jennifer Connelly, Beau Garrett, Jessica Biel, Olivia Wilde, Emma Stone y las chicas Bond. En 2009, la supermodelo australiana Elle Macpherson fichó por Revlon y se convirtió en embajadora de la marca. La actriz estadounidense Jessica Biel es la última celebridad que ha hecho de modelo para Revlon y apareció por primera vez en anuncios en enero de 2010. (Artículo principal: Lista de embajadoras de Revlon) En 2008, la maquilladora de famosos Gucci Westman fue contratada como directora artística global de Revlon, para representar a la empresa en pasarelas y eventos de la marca y para diseñar colecciones. En 2020, la cantante, actriz y diseñadora de moda coreana-estadounidense Jessica Jung fue anunciada como la nueva embajadora global de la Revlon.

## Filantropía
Revlon es patrocinador de varios proyectos de carácter benéfico. El mayor de ellos es la Revlon Run Walk, creada en 1994 en colaboración con la Entertainment Industry Foundation. Se trata de un carrera y caminata celebrada en Nueva York y Los Ángeles para recaudar dinero y concienciar sobre el cáncer de mama y de ovarios. Con este evento, se han recaudado más de 70 millones de dólares que se han donado a programas de apoyo e investigación contra los tipos de cáncer que afectan a mujeres. Revlon también apoya otras organizaciones benéficas contra el cáncer, como Look Good Feel Better y la National Breast Cancer Coalition. Asimismo, gestiona una clínica móvil de mamografía en Oxford (Carolina del Norte) y alrededores, localidad donde Revlon desarrolla las principales operaciones de fabricación. En 1996, Revlon apoyó el desarrollo de un centro médico especializado en problemas de mama en la Universidad de California, en Los Ángeles. Rebautizado como Revlon/UCLA Breast Center, el centro es un conocido instituto de tratamiento e investigación del cáncer de mama y otras enfermedades y trastornos mamarios. En 2009 también se creó un tono de brillo de labios cuyos beneficios se destinan a apoyar los proyectos benéficos de Revlon contra el cáncer.
En septiembre de 2010, Revlon, de la mano de la directora artística global Gucci Westman y la modelo y embajadora Halle Berry, organizó un evento en la Fashion's Night Out de Nueva York para recaudar fondos para el Jenesse Center, una organización de Los Ángeles para víctimas de violencia doméstica. Revlon también organizó almuerzos y otros eventos para apoyar a la organización y se asoció con el entonces minorista online drugstore.com para donar parte de las ventas de barras de labios a la organización.
La empresa lanzó en 2018 un programa de voluntariado de empleados (EVP) que proporciona ocho horas para participar en servicios comunitarios a cada empleado a tiempo completo que la empresa tiene en Estados Unidos.
Véase también
Lista de embajadoras de Revlon